# Карельский комбинат
«Каре́льский Комбина́т» — российское рыбоперерабатывающее предприятие, производитель сурими, крабовых палочек, рыбного фарша. Карельский Комбинат является единственным российским предприятием, производящим рыбную пасту — сурими. До 2006 года предприятие называлось «Сортавальский рыбозавод». Самое крупное рыбоперерабатывающее предприятие своего региона. Объем производства - 24 000 тонн в год. На предприятиях ГК «Карельский Комбинат» работает 450 человек. Входит в перечень социально значимых предприятий Республики Карелия.

## История
1940 год — после окончания Советско-финской войны 1939—1940 годов на территории Сортавалы, вошедшей в состав новообразованной Карело-Финской ССР, построен рыбный завод.
1944 год — завод восстановлен после финской оккупации.
1970 год — на заводе проходит модернизация. Цеха оснащают современным советским оборудованием.
1980 год — крупнейшее предприятие на Северо-Западе РСФСР по производству консервов
В конце 1990-х годов завод находится на грани банкротства, его поддерживают на плаву государственные кредиты и дотации.
2001 год — завод сокращает производство, выпускает один вид консервов — скумбрию в масле. В течение года руководство предприятия ведет переговоры с инвесторами. К концу второго полугодия начинается процесс реновации.
2002 год — на реконструкции предприятия выделяют средства иностранные и российские инвесторы. Программа модернизации получает поддержку правительства Республики Карелия. Предприятие восстанавливает нормальные объёмы производства.
2003 год — введены в эксплуатацию цеха по производству сурими и крабовых палочек.
2004 год — В январе завершается инвестиционная программа реконструкции и переоснащения предприятия. Общий объём инвестиций к этому моменту составил порядка 20 млн евро.
2005 год — завод в 3 раза увеличивает производство крабовых палочек. Начинает строительство логистических центров в Петербурге и Москве.
2006 год — завод меняет своё название на «Карельский Комбинат».
2008 год — старт экспортных поставок в Белоруссию, Молдавию, Казахстан. Компания расширяет линейку продукции.
2010 год — старт экспортных поставок в Таиланд и Китай.
2014 год — начало модернизации технологической линии предприятия. Обновленное производство будет запущено в 2015 году, в результате увеличение производственной мощности составит 2 — 2,5 тыс. тонн продукции в месяц. Суммарные инвестиции в «Карельский Комбинат» и его модернизацию до 2015 года составили 950 млн рублей.
2014 год — комбинат начал экспортировать до 90 % выпускаемой продукции преимущественно в страны Африки и Азию.
2014 год — при участии инвестиционного фонда Hermes-Sojitz заканчивает строительство рыбоперерабатывающего завода в Сенегале. Планируемый объём выпуска составляет около 300 тонн различной рыбной продукции в сутки.
2015 год — Фонд прямых инвестиций Hermes-Sojitz приобрел долю российского рыбоперерабатывающего предприятия ГК «Карельский Комбинат». Фонду принадлежит пакет акций в размере 22 %. Точная сумма сделки не сообщается, но известно, что она составила не менее $10 млн. Фонд вложил более 900 млн рублей в модернизацию рыбоперерабатывающего комплекса ГК «Карельский комбинат». По завершении модернизации «Карельский Комбинат» планирует расширить своё присутствие на отечественном рынке в сегменте сурими-продуктов и рыбного фарша с 20 % до 25 %, а в 2017-м выйти на уровень 35 %.
В 2016 году «Карельский комбинат» по окончании модернизации производства планирует увеличить экспорт производимой продукции до 30 000 тонн в год, ориентируясь на страны Азии. Этот показатель превышает цифры 2013 года на 35%, когда экспорт продукции Карельского Комбината составлял 22 000 тонн готовой продукции в год.

## Основные потребители
На данный момент Карельский Комбинат обеспечивает около 20 % отечественного рынка сурими-продуктов.
Поставки сурими-продукции осуществляются в Уральский федеральный округ (4 %), Южный федеральный округ (3 %), Дальневосточный федеральный округ (1 %), Центральный федеральный округ (1 %), Северо-Западный федеральный округ (1 %). На экспорт идет 90 % всей продукции .